# سوکل (کالیفرنیا)
سوکل (به انگلیسی: Soquel) یک منطقهٔ مسکونی در ایالات متحده آمریکا است که در شهرستان سانتا کروز، کالیفرنیا واقع شده‌است. سوکل ۱۱٫۹۰۹ کیلومتر مربع مساحت و ۹٬۶۴۴ نفر جمعیت دارد و ۱۰ متر بالاتر از سطح دریا واقع شده‌است.